# 自由への挑戦
『自由への挑戦』(英: Beyond Freedom and Dignity)とは1971年に出版されたアメリカの心理学者バラス・スキナーによる心理学の研究書である。本書の原題は『自由と尊厳を超えて』と和訳することもできる。
スキナーは従来の心理学の見解が根本的に誤っていると指摘し、人間の行動が内在的な心因によって左右されるものという立場を批判した。フロイト学派においては人間の心理を自我、超自我、無意識の三つの要素が相互に作用していることから説明する。スキナーはこれを問題視しており、心理学は実在しない人間性や人間心理、意識などの観念を持ち出すことで、科学的ではなくなっているのである。このような心理学的な立場をスキナーは心理主義と読んでおり、心理学の本来のあり方としては行動を中心とする行動主義の立場に立脚しなければならないと考えた。
行動主義の観点から心理学の議論を見直せば、人間が実行するさまざまな行動の原因を、感情や意識によって駆動される心理ではなく、環境との相互作用に求めることになる。つまり心理学において心理状態や人格特性などを研究する必要は全く認められず、客観的にその人間を取り巻く環境要因から原因を特定しなければならない。環境の状況に応じて人間は自らの生存を目指して行動するものであり、したがって人間の行動は自律的なものではなく強化因子によって強化されるものであると捉えることができる。
スキナーが環境に着目すれば心理学の研究は人間の行動を引き起こし、また強化するさまざまな社会の成り立ちに及ぶ。人間の社会の特徴は強化因子を活用しながら人間を統制する仕組みを持っていることである。つまり正負の強化因子を使い分けることで人間の共同体を管理しているのである。スキナーは個人の自由意志の理念を掲げて統制を全面的に拒否するのではなく、人間が服従する統制を選択することを可能にすることを考えた。例えばスキナーは社会不適応の人間に対して司法制度などにより懲罰を加える統制方法ではなく、全く別の強化因子によって人間の行動を誘導できるようにするべきだと論じる。環境を設計することで人間の行動を共同体にとってより良いものへと導いていくことを行動主義の心理学は研究する。
スキナーによれば性格とは環境要因によって強化された偏りある行動の結果であり、道徳についても社会環境によって促されたものである。したがって人間とはパブロフが条件反射の実験を行ったように、犬と本質的に同等である。もちろん知能や情動などあらゆる面で人間は固有の複雑性を備えているが、心理学的な実験対象となる観点からは人間と犬などの動物は同等であり、この考え方は心理学という学問の観点からも生産的である。